# Anders Lindblad (journalist)
Anders Lindblad, född 1959 i Södra Vi norr om Vimmerby, Sverige är en svensk journalist som har arbetat på Svenska Dagbladet sedan 1988. Han är sedan 2013 tidningens sportkrönikör och sedan 2014 också sekreterare i Bragdnämnden som utser Svenska Dagbladets bragdmedaljör.